# اوتو برگ
اوتو برگ (آلمانی: Otto Berg؛ ۲۳ نوامبر ۱۸۷۳ – ۱۹۳۹) شیمی‌دان اهل کشور آلمان بود.